# Aegaeon (maan)
Aegaeon is een van de manen van Saturnus. De maan is, op foto’s genomen op 15 augustus 2008 door de ruimtesonde Cassini-Huygens, ontdekt door het Cassini Imaging Science Team  onder leiding van Carolyn Porco.

## De naam
De maan is genoemd naar de reus Ægæon, een van de Hekatoncheiren uit de Griekse mythologie.
Andere namen voor deze maan zijn S/2008 S1 en Saturnus LIII.

## Eigenschappen
De maan is een van de kleinste manen van Saturnus met afmetingen van 1,4 x 0,5 x 0,4 km.
Aegaeon heeft een baan tussen de manen Janus en Mimas, waarbij Aegaeon in een 7:6 baanresonantie is met Mimas.